# Lehtisaari (ö i Finland, Kymmenedalen, Kouvola, lat 61,07, long 26,37)
Lehtisaari är en ö i Finland. Den ligger i sjön Musta-Ruhmas och i kommunen Kouvola i den ekonomiska regionen  Kouvola ekonomiska region  och landskapet Kymmenedalen, i den södra delen av landet, 130 km nordost om huvudstaden Helsingfors. Öns area är 1 hektar och dess största längd är 140 meter i öst-västlig riktning.